# Windermere
Windermere je jezero u sjeverozapadnoj Engleskoj. Nalazi se u nacionalnom parku Lake District. Od polovice 19. stoljeća je među najpopularnijim turističkim odredištima Ujedinjenog Kraljevstva.
Jezero Windermere je dugo 16,9 km, a široko između 400 m i 1,6 km. S površinom od 14,7 km2 najveće je englesko jezero. Blizu sjeverne obale je najdublje, 67 m, a nadmorska visina je 40 m. Voda na južnom kraju jezera istječe u rijeku Leven.
Windermere ima 18 otoka. Najveći otok je Belle Isle, koji je dug oko 1 km. Jezero ima i trajektni prijevoz. Na obalama su usidrene brojne jahte i gliseri. Ljeti jezerom plove parobrodi, a jedna od turističkih znamenitosti je upravo muzej parobroda (Steamboat Museum).

## Vanjske poveznice
- Virtualni vodič (engl.)
- Fotografije jezera  Arhivirana inačica izvorne stranice od 7. studenoga 2012. (Wayback Machine) (engl.)

### Ostali projekti
|  | Zajednički poslužitelj ima još gradiva o temi Windermere |